# Golfkarton

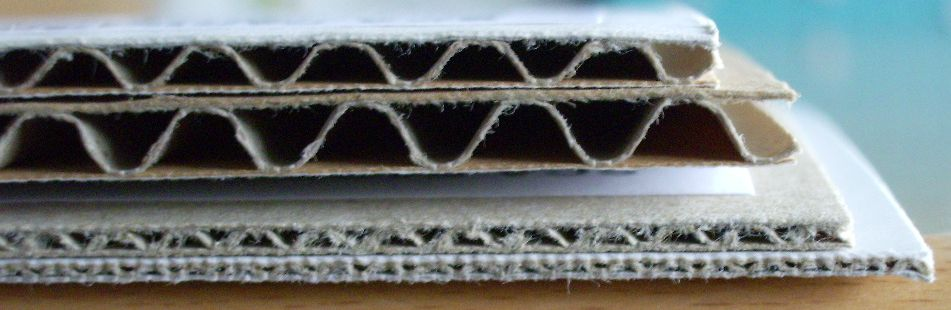
Golfkarton met B-, C-, E- en F-golf

Golfkarton is een overwegend in de verpakkingsindustrie gebruikt celstofproduct, dat licht en relatief stevig is. Het is een van de vormen van karton.

## Soorten
Golfkarton bestaat uit ten minste twee lagen: een laag van vlak papier, de dekbaan (meestal bruin of wit), en een S-vormig (sinus-vormig) gegolfde laag papier, die op de contactpunten met lijm aan de onderliggende laag papier is gelijmd. Deze zogenoemde enkelzijdige golf wordt vaak gebruikt als inleg ter bescherming van ingepakte producten zoals bonbons of beschuit. Vanaf drie lagen wordt golfkarton meestal gebruikt voor de vervaardiging van verpakkingen en dergelijke. Er is verder golfkarton dat opgebouwd is uit vijf lagen (met twee golven) of zelfs zeven lagen (met drie golven).
De golven zijn gestandaardiseerd aan de hand van de volgende indeling:
- A, de grove golf, met een golfhoogte van ± 4½ mm en ongeveer 120 golven per meter
- B, de fijne golf, met een golfhoogte van ± 2½ mm en ongeveer 160 golven per meter
- C, de middelgrove golf, met een golfhoogte van ± 3½ mm en ongeveer 140 golven per meter
- D, de goliath-golf, met een golfhoogte van ± 9 mm en ongeveer 70 golven per meter
- E, met een golfhoogte van ± 1,2 mm hoog en ongeveer 300 golven per meter
- F, de microgolf, met een golfhoogte van ± 0,8 mm hoog is en ongeveer 600 golven per meter
- G en N, met een golfhoogte van ±0,5 mm en ongeveer 550 golven per meter

De meest voorkomende combinatie van golven bij golfkarton met vijf lagen is de C/B-combinatie, maar in principe is elke combinatie mogelijk.

## Kwaliteiten
Golfkarton is haaks op de richting van de golf zeer stijf maar knikt gemakkelijk in de andere richting. Bij 5- en 7-laags karton is een verhoogde stijfheid in beide richtingen te bewerkstelligen door de gegolfde lagen haaks op elkaar te lijmen.
De stevigheid van het karton is ook afhankelijk van de kwaliteit van het papier dat gebruikt wordt bij de fabricage. Golfkarton met een papierkwaliteit van 130 g/m² is aanmerkelijk minder stevig dan golfkarton met een kwaliteit van 190 g/m². De sterkte van de verpakking is dus afhankelijk van het soort papier en het aantal lagen waaruit het materiaal bestaat.
Er zijn verschillende fabrikanten van golfkarton. Iedere leverancier hanteert eigen kwaliteitseisen en eigen benamingen voor de kartonkwaliteiten. Er bestaan verder verwerkingsbedrijven die zijn gespecialiseerd in het verwerken van golfkartonplaten tot verpakkingsproducten.
Golfkarton is een goedkoop en veelgebruikt verpakkingsmateriaal. Het wordt deels gemaakt van papier- en kartonafval.
Ook is golfkarton een zeer hygiënisch materiaal. Meer dan 70% van alle versproducten wordt vervoerd in golfkarton. Fruit, groenten, vlees en vis vereisen een hygiënische, voedselveilige verpakking. Hiervoor heeft de Europese Unie de HACCP-normen (Hazard Analysis and Critical Control Points) ontorpen. Zij vormen een waarborg en controlesysteem voor voedselveiligheid. Golfkarton voldoet aan de HACCP-normen. het wordt eenmalig gebruikt en daarna ingezameld en hergebruikt. In tegenstelling tot kunststof verpakkingen is wassen overbodig en blijven er geen productresten dan wel chemische stoffen achter. Doordat golfkarton stevig en schokbestendig is, bereiken producten ongeschonden hun bestemming. Versproducten blijven zelf langer vers in een verpakking van golfkarton.